# نجوى البدري
نجوى البدري  هي الرئيس المؤسس لبرنامج العلوم الطبية الحيوية في جامعة العلوم والتكنولوجيا. وتشغل أيضًا منصب مدير مركز التميز لأبحاث الخلايا الجذعية والطب التجديدي. قبل انضمامها إلى مدينة زويل، كانت مديرة برامج الخريجين والجامعيين المتعلقة بصحة المرأة في كلية الطب بجامعة جنوب فلوريدا، الولايات المتحدة.

## السيرة الذاتية
حصلت نجوى البدري على بكالوريوس الطب، وبكالوريوس الجراحة مع مرتبة الشرف من كلية الطب بجامعة القاهرة. وحصلت على درجة الدكتوراة بامتياز من كلية الطب بجامعة جنوب فلوريدا، الولايات المتحدة. خضعت نجوى البدري للتدريب كزميلة ما بعد الدكتوراة بجمعية القلب الأمريكية في مجال تفاوت المناعة، وزرع نخاع العظام. تلقَّت أبحاثها العلمية الدعم من صندوق العلوم والتنمية التكنولوجية، وجمعية القلب الأمريكية، والمعاهد الوطنية الأمريكية للصحة، ومن عدة مؤسسات أخرى. ساهمت نجوي البدري بأكثر من 40 بحثاً منشورًا في الدوريات العلمية العالمية عالية التأثير في مجال بيولوجيا الخلايا الجذعية، وأمراض المناعة الذاتية.
طوَّرت نجوى البدري العديد من البرامج الجامعية والدراسات العليا في مدينة زويل وجامعة جنوب فلوريدا. وقد تلقّت العديد من الجوائز؛ لجهودها البحثية العلمية وتعزيز دور المرأة في العلم. كما أنها انتُخبت لتكون زميلة الكلية الأمريكية للتغذية. وقد أرشدت أكثر من 100 طالب من طلاب المرحلة الجامعية والدراسات العليا في مجال أبحاث الخلايا الجذعية. وتشمل اهتماماتها البحثية بيولوجيا الخلايا الجذعية للبالغين، وأمراض المناعة الذاتية، وبنوك الخلايا الجذعية. وقد مُنِحَت مؤخرًا منحةً قدرها عشرة ملايين جنيه مصري من صندوق العلوم والتنمية التكنولوجية لمراكز التميز العلمي (STDF-CSE)؛  لإنشاء مركز التميز للخلايا الجذعية والطب التجديدي في مدينة زويل للعلوم والتكنولوجيا.

## الشهادات العلمية
حصلت نجوى البدري على بكالوريوس الطب، وبكالوريوس الجراحة مع مرتبة الشرف من كلية الطب بجامعة القاهرة. وحصلت على درجة الدكتوراة بامتياز من كلية الطب بجامعة جنوب فلوريدا، الولايات المتحدة. خضعت نجوى البدري للتدريب كزميلة ما بعد الدكتوراة بجمعية القلب الأمريكية في مجال تفاوت المناعة، وزرع نخاع العظام.

## المجالات البحثية
تشمل اهتمامات نجوى البدري البحثية بيولوجيا الخلايا الجذعية للبالغين، وأمراض المناعة الذاتية، وبنوك الخلايا الجذعية. تلقَّت أبحاثها العلمية الدعم من صندوق العلوم والتنمية التكنولوجية، وجمعية القلب الأمريكية، والمعاهد الوطنية الأمريكية للصحة، ومن عدة مؤسسات أخرى. ساهمت نجوي البدري بأكثر من 40 بحثاً منشورًا في الدوريات العلمية العالمية عالية التأثير في مجال بيولوجيا الخلايا الجذعية، وأمراض المناعة الذاتية.

## الجوائز
تلقّت نجوى البدري العديد من الجوائز؛ لجهودها البحثية العلمية وتعزيز دور المرأة في العلم. وقد مُنِحَت مؤخرًا منحةً قدرها عشرة ملايين جنيه مصري من صندوق العلوم والتنمية التكنولوجية لمراكز التميز العلمي (STDF-CSE)؛  لإنشاء مركز التميز للخلايا الجذعية والطب التجديدي في مدينة زويل للعلوم والتكنولوجيا. حيث أنها عقبت بعد استلامها الجائزة قائلة “هذه الجائزة تعنى أننا ماضيين قدماً في طريق تحقيق هدفنا بنشر المعرفة من خلال تدريس العلماء الأبحاث الحديثة وأبرز أبحاث الخلايا الجذعية.”
و أضافت ” كما أننا نمضى نحو تحقيق هدفنا في خلق فرص تعاون بين مدينة زويل والجامعات المصرية الأخرى، بما في ذلك جامعة أسيوط”.

## نشرات علمية[4]
- El‑Badri, N.S. and Good, R.A. Lymphohemopoietic reconstitution using WGA+ hemopoietic stem cell transplantation within but not across the MHC antigen barriers. Proc. Natl. Acad. Sci., USA 90:6681‑6685, 1993.
- El‑Badri, N.S. and Good, R.A. Induction of immunological tolerance in full major and multiminor histocompatibility‑disparate mice using a mixed bone marrow transplantation model. Proc. Soc. Exp. Biol. 205:67‑74, 1994.
- El‑Badri, N.S., Wang, B.Y., Cherry, and Good, R.A. Osteoblasts promote engraftment of allogeneic hematopoietic stem cells. Exp. Hematol. 26:110‑116, 1998.
- El-Badri N.S., Saporta S, Hakki A, Liang X, Madhusodanan S, Willing AE, Sanberg CD, and Sanberg PR. Cord Blood Mesenchymal Stem Cells: Potential Use in Neurological Disorders. Stem Cells Dev. 15: 497- 506. 2006.
- El-Badri N. and Ghoneim MA. Mesenchymal Stem Cell Therapy in Diabetes Mellitus: Progress and Challenges. J Nucleic Acids. 2013;2013:194858. doi: 10.1155/2013/194858. Epub 2013 May 15.

## مقولات شهيرة
لقد عدت إلى مصر وانضممت إلى مدينة زويل بعد عديد من السنوات لعملى كباحثة وأكاديمية في الولايات المتحدة الأمريكية حتى أشارك في النهضة العلمية والتكنولوجية في مصر. ولكي أقوم بتأسيس برنامج دراسي عالمي لعلوم الطب الحيوي لشباب بلدنا مصر.